# Erland Ljungh
Julius Erland Hjalmar Ljungh, född 20 juli 1910 i Falun, död 17 november 1996, var en svensk ingenjör. Han var bror till Dagny Arbman.
Ljungh, som var son till diplomingenjör Hjalmar Ljungh (son till trafikinspektör Hjalmar Ljungh) och författaren Tullia Ljungh, avlade sjökaptensexamen i Stockholm 1932 och utexaminerades från Kungliga Tekniska högskolan 1938. Han blev ingenjör på Flygförvaltningens flygplansbyrå 1938, var verkstadsingenjör på Saab AB i Trollhättan 1939–1943, anställdes vid Luftfartsstyrelsen 1943, var överingenjör vid och chef för Luftfartsinspektionen 1957–1972 för att därefter bedriva flygteknisk konsultverksamhet. Han var svensk representant i Internationella civila luftfartsorganisationen (ICAO) i Montréal 1953–1955. Ljungh är gravsatt på Djursholms begravningsplats.

## Utmärkelser
- Kommendör av Nordstjärneorden, 6 juni 1972.[4]